# 以撒

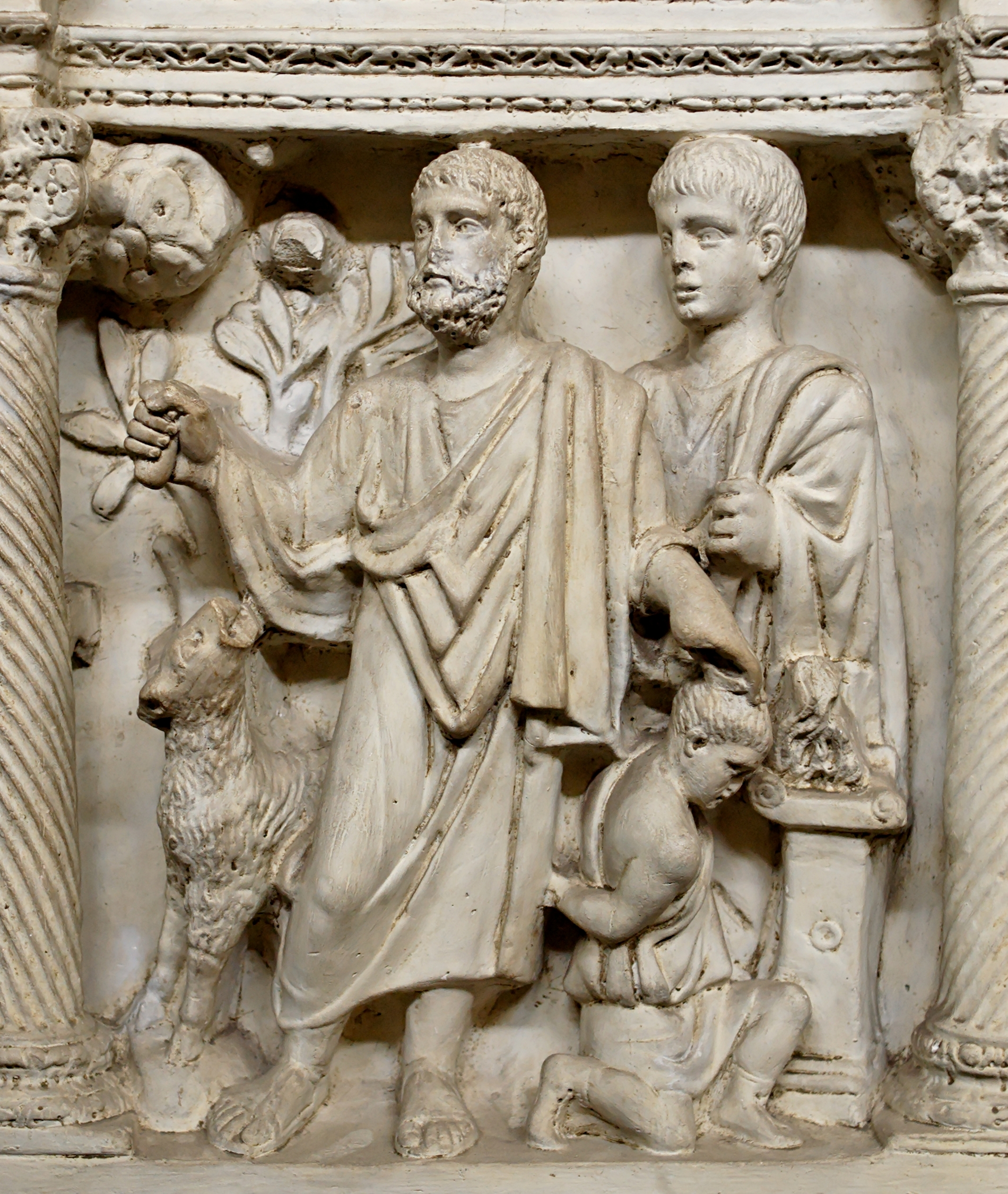
《亞伯拉罕献以撒》，尤尼乌斯·巴苏斯石棺上的雕塑，约359年

以撒（希伯來語：יִצְחָק），天主教譯為依撒格，伊斯蘭教譯為易司哈格，是《聖經》和《古蘭經》中的人物，亞伯拉罕的嫡子，原配撒拉所生的獨生子、以實瑪利的同父異母兄弟，以掃和雅各的父親。

## 生平
「以撒」在原文中的意為喜笑。在猶太列祖中，以撒是最長壽的一位，也是其中唯一沒有改過名字的一位，還是唯一沒有離開過迦南的一位（雖然他一度試圖離開，但上帝告訴他不要這樣）。與聖經中其它列祖相比，以撒的經歷較為平淡，一生中變故較少。
新約聖經中提到以撒的次數不多。早期基督教會認為亞伯拉罕聽從上帝的命令將以撒獻作祭物是信心和順服的榜樣。那時亞伯拉罕100歲，撒拉90歲。對亞伯拉罕有子的許諾令撒拉“因為我和我主都老了”就“笑了”，（創世記18:1-15）而當孩子出生，她說上帝使她喜笑（21:6）。
以撒出生一段時間後，上帝命令亞伯拉罕要他到摩利亞地的一座山上獻祭，祭品為他那獨生的兒子以撒（創22）。當他正要犧牲自己的兒子時，天使出現阻止。根據弗拉維奧·約瑟夫斯的分析，以撒當年25歲，他勒穆說是37歲。無論任何，以撒已是成年人，絕對能制服年老的亞伯拉罕（那時已125或 137歲）。40歲的時候，他父親亞伯拉罕差遣僕人回到本地本族，為他娶來妻子利百加。60歲時利百加生下孿生兄弟以掃和以色列的祖先雅各。亞伯拉罕把所有家產歸以撒，把妾侍所生子生前已打發出迦南。

## 语源与意义
倪柝声等解經學者，认为以撒在某些方面可以看为基督的预表：
- 是閃族的子
- 承受父亲一切的产业
- 借着恩典而不是借着努力
- 甘愿牺牲，顺服至死
- 得着新妇（预表教会）